# Ulstrupbro Kirke
 Ikke at forveksle med Ulstrup Kirke.
Ulstrupbro Kirke ligger i den sydlige udkant af Ulstrup ca. 17 km SV for Randers (Region Midtjylland).

## Eksterne kilder og henvisninger
- Ulstrupbro Kirke på KortTilKirken.dk

- Wikimedia Commons har flere filer relateret til Ulstrupbro Kirke